# Cirque de Salazie

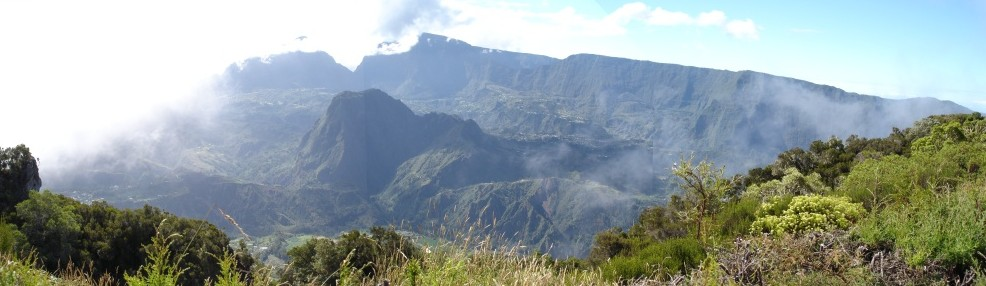
Zicht op de Cirque de Salazie vanop de Piton d'Anchaing

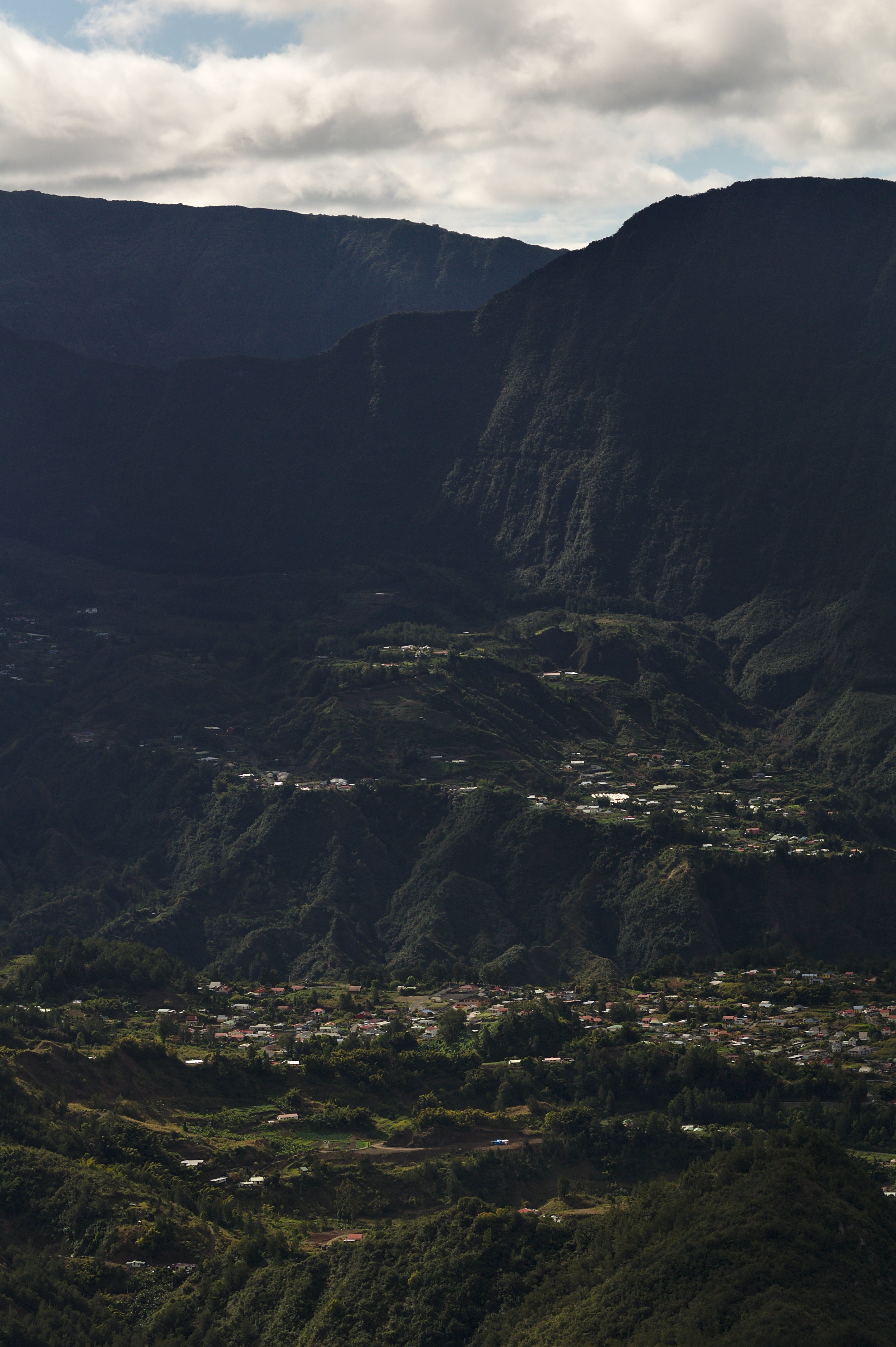
Grand Îlet

De Cirque de Salazie is een van de drie caldeira's rond de slapende vulkaan Piton des Neiges op het Franse eiland Réunion. De caldeira bevindt zich noordoostelijk van de Piton des Neiges en is werelderfgoed van Unesco sinds 2010 onder de benaming Pitons, cirques en remparts van Réunion.
Het is de meest toegankelijke en de groenste van de drie caldeira's. De autoweg D48 verbindt de plaats Salazie met de kustgemeente Saint-André. De caldeira ligt in de gemeente Salazie en telt naar de hoofdplaats verschillende nederzettingen (îlets), waarvan de meeste gesticht zijn door marrons, ontsnapte zwarte slaven die zich vestigden in het ontoegankelijke hoogland van het eiland. Salazie is afgeleid van het Malagassische woord salaozy (goede kampplaats).
Er zijn verschillende wandelwegen. In het centrum van het keteldal bevindt zich de berg Piton d'Anchaing (1352 m). De berg Le Cimandef (2228 m) scheidt de Cirque de Salazie van de Cirque de Mafate in het westen.
De caldeira bevindt zich in het Nationaal Park Réunion.